# Église Saint-Pierre-aux-Liens de Caraquet
Pour les articles homonymes, voir église Saint-Pierre.
L'église Saint-Pierre-aux-Liens est un lieu de culte catholique situé à Caraquet, dans la province canadienne du Nouveau-Brunswick, classé comme site historique provincial.

## Histoire
Ambroise Cormier transporte sur sa goélette la pierre pour sa construction depuis Grande-Anse.
Église catholique romaine de style néoclassique, elle est bâtie en 1857 en pierre sciée par le charpentier-contracteur[Quoi ?] Amice Duval originaire de l’île de Jersey. Les travaux se terminent en 1860 sous l'administration du révérend Joseph-Marie Paquet. Elle est finalement consacrée le 29 juin 1864 par l'évêque de Chatham Monseigneur Rogers. Dans les années 1960, des rénovations sont faites à l'intérieur et au clocher.
L'église est située à l'ouest du centre-ville, sur la place du Vieux-Couvent ; elle y fait face au boulevard Saint-Pierre ouest qui la borde aussi au sud.

## Œuvres d'art
L'autel, sculpté en 1821, est l’œuvre de Thomas Baillairgé.
Sur le retable, figure le tableau Saint-Pierre délivré de sa prison. Peint en 1820 par Joseph Légaré, il fut déclaré bien culturel par le ministère des affaires culturelles en 1975. Il fait partie d'une série de trois copies d'un tableau de Charles de la Fosse, sauvé de la destruction durant la Révolution française. Les deux autres ont été peintes en 1824 et 1825. Le premier se trouve à l'Hôpital général de Québec et le deuxième se trouve à l'église St-Philippe de Trois-Rivières. L'original de la Fosse fut détruit dans l'incendie du Séminaire de Québec en 1888.
Le chemin de croix en bois, fait en 1974, est l’œuvre du sculpteur Médard Bourgault.
L'orgue Casavant fut fabriqué en 1901.
Un vitrail fabriqué en Belgique fut installé dans les années 1960.
Les colonnes furent peintes par les frères Duval, venus de Jersey pour la construction de l'église.

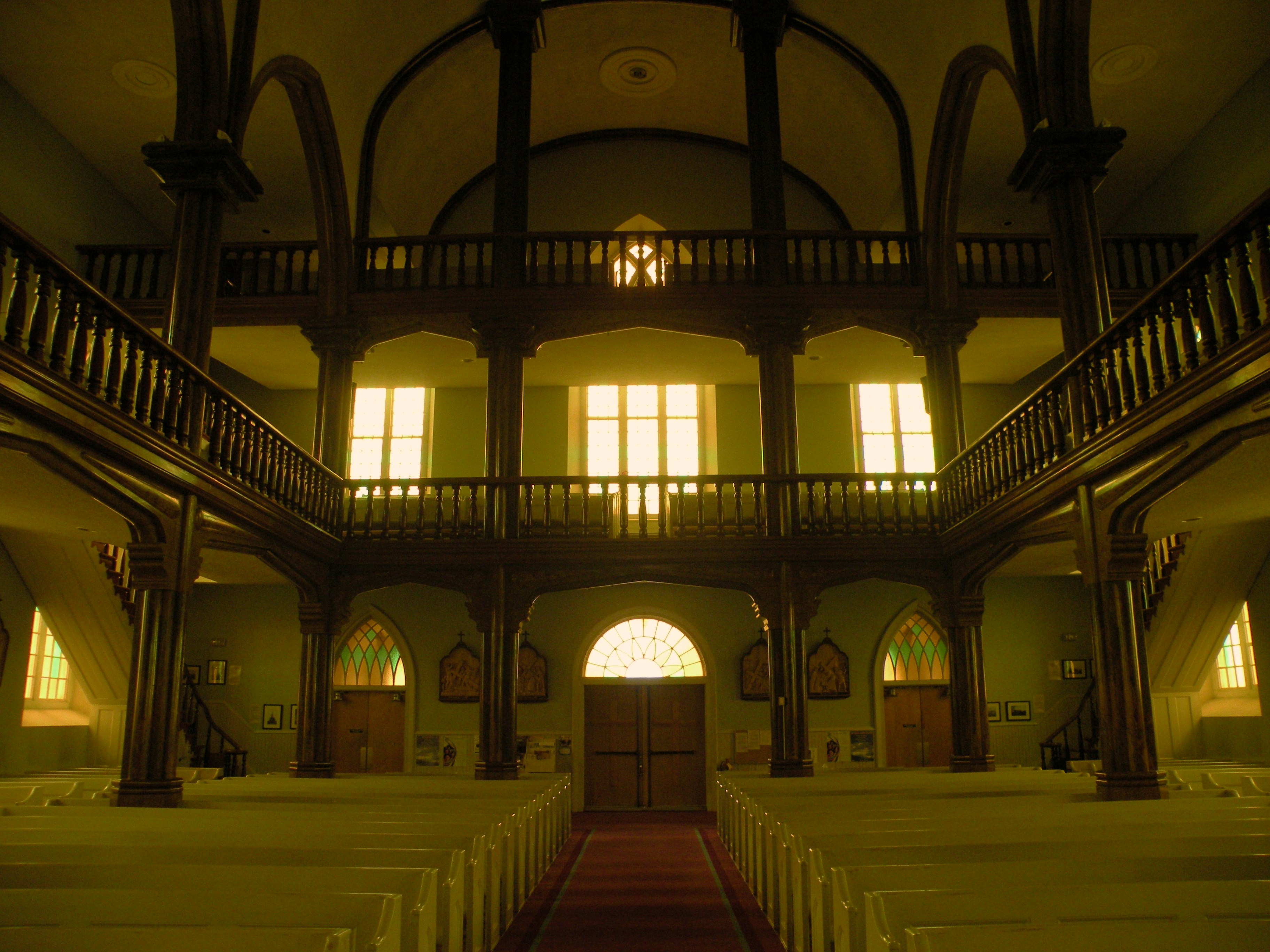
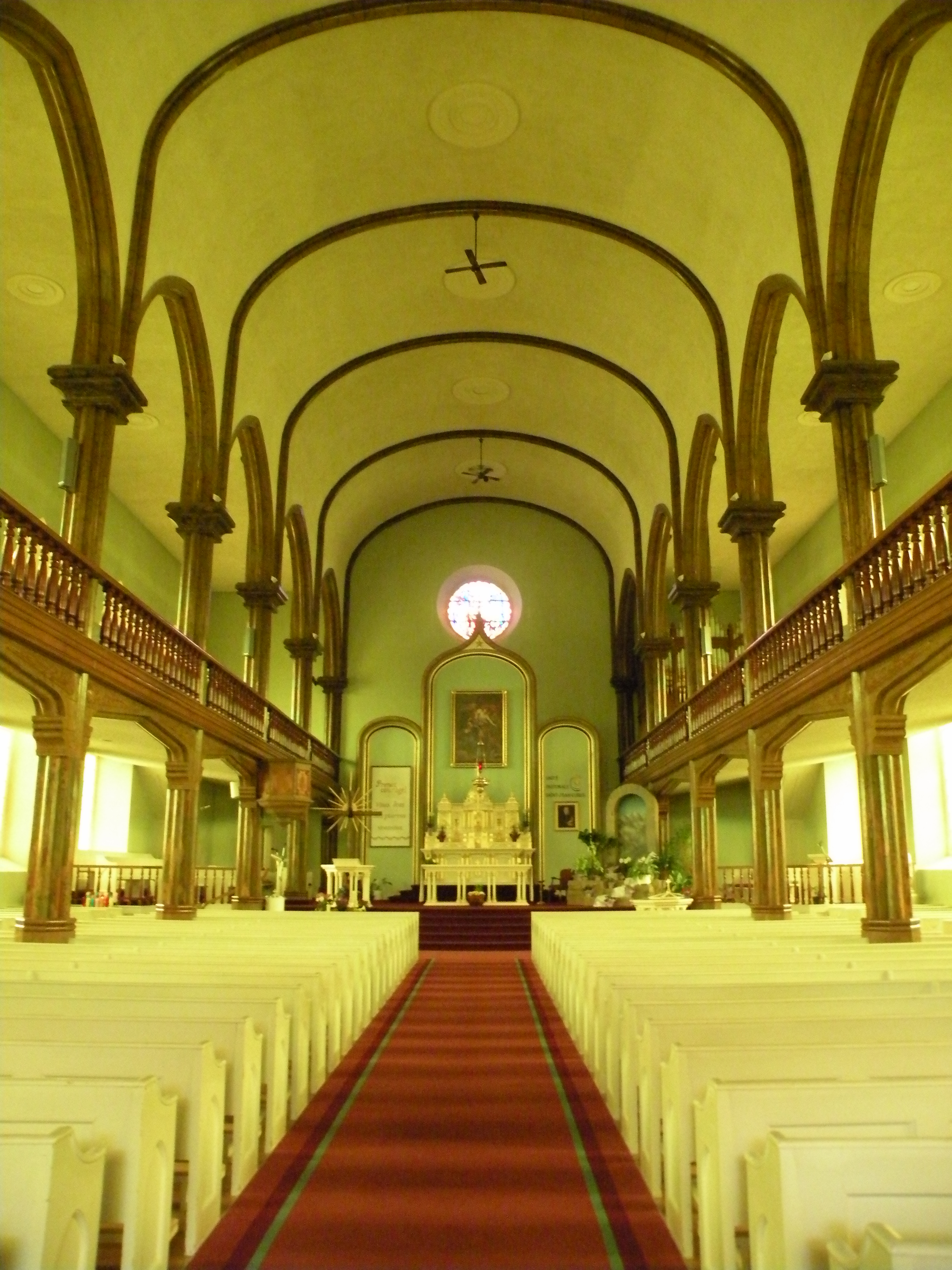
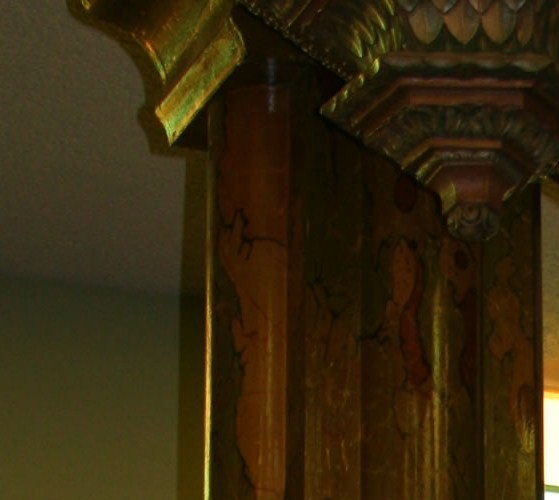
Détail des colonnes.
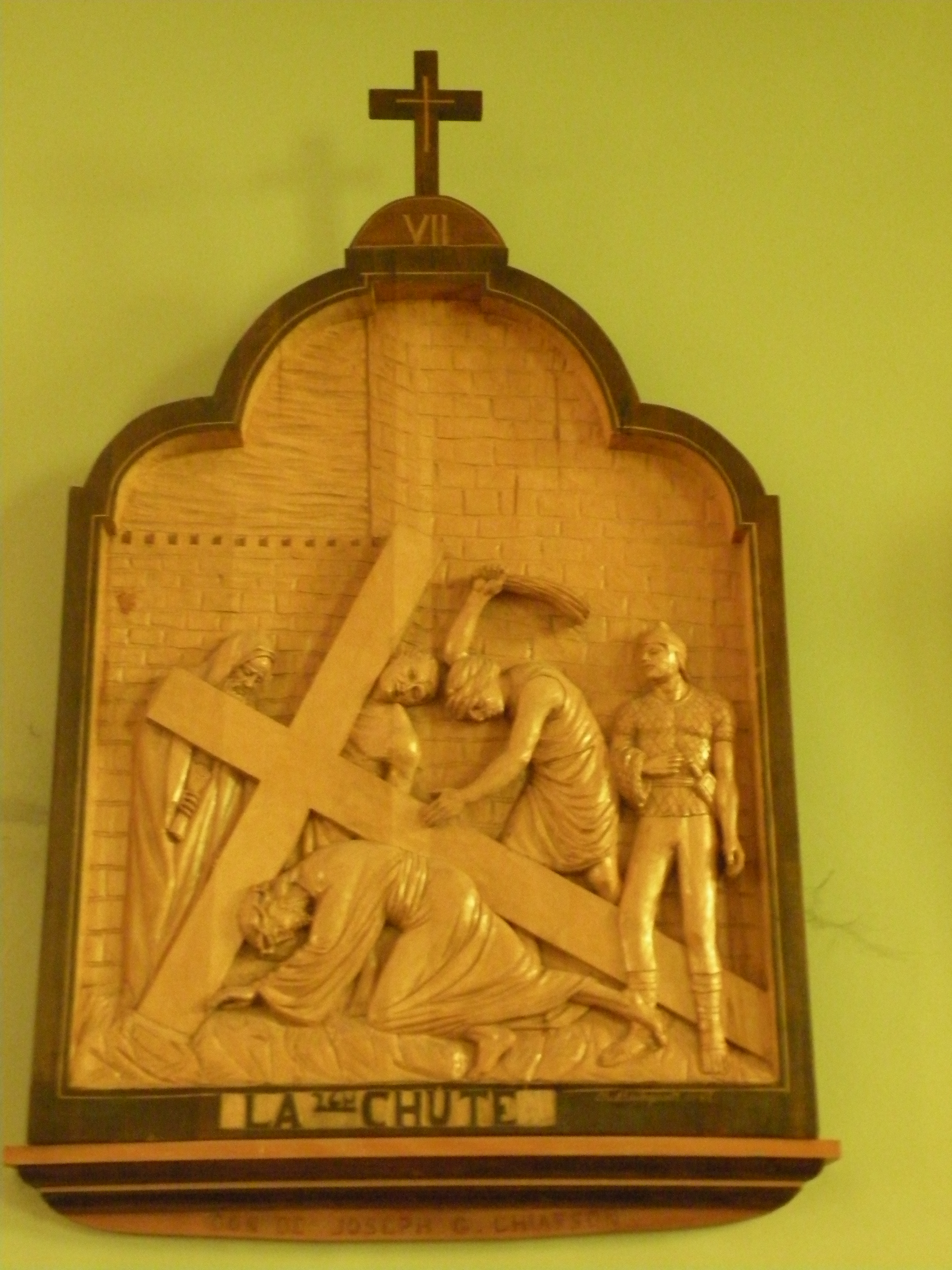
Chemin de croix de Médard Bourgault.
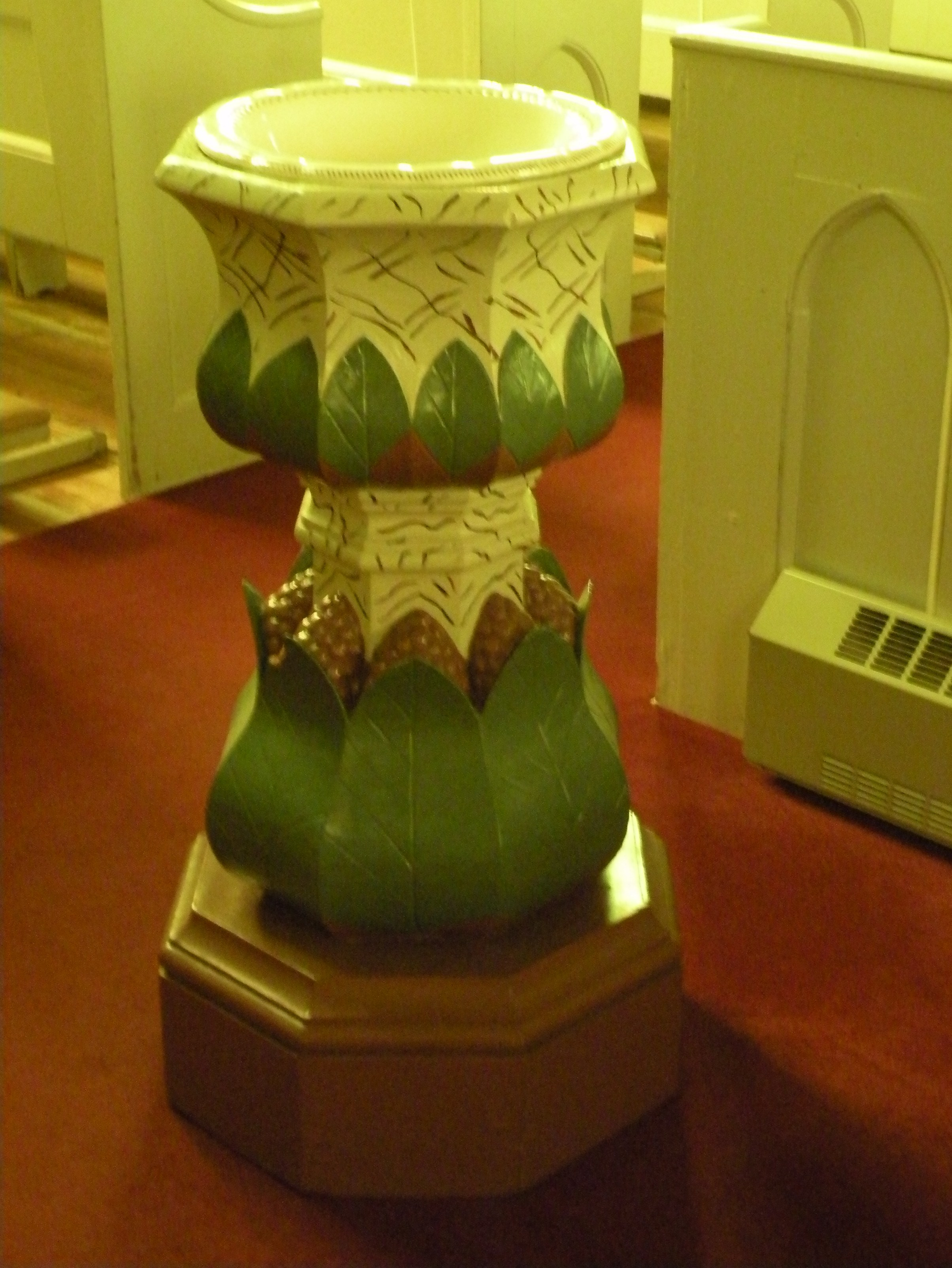
Bénitier.
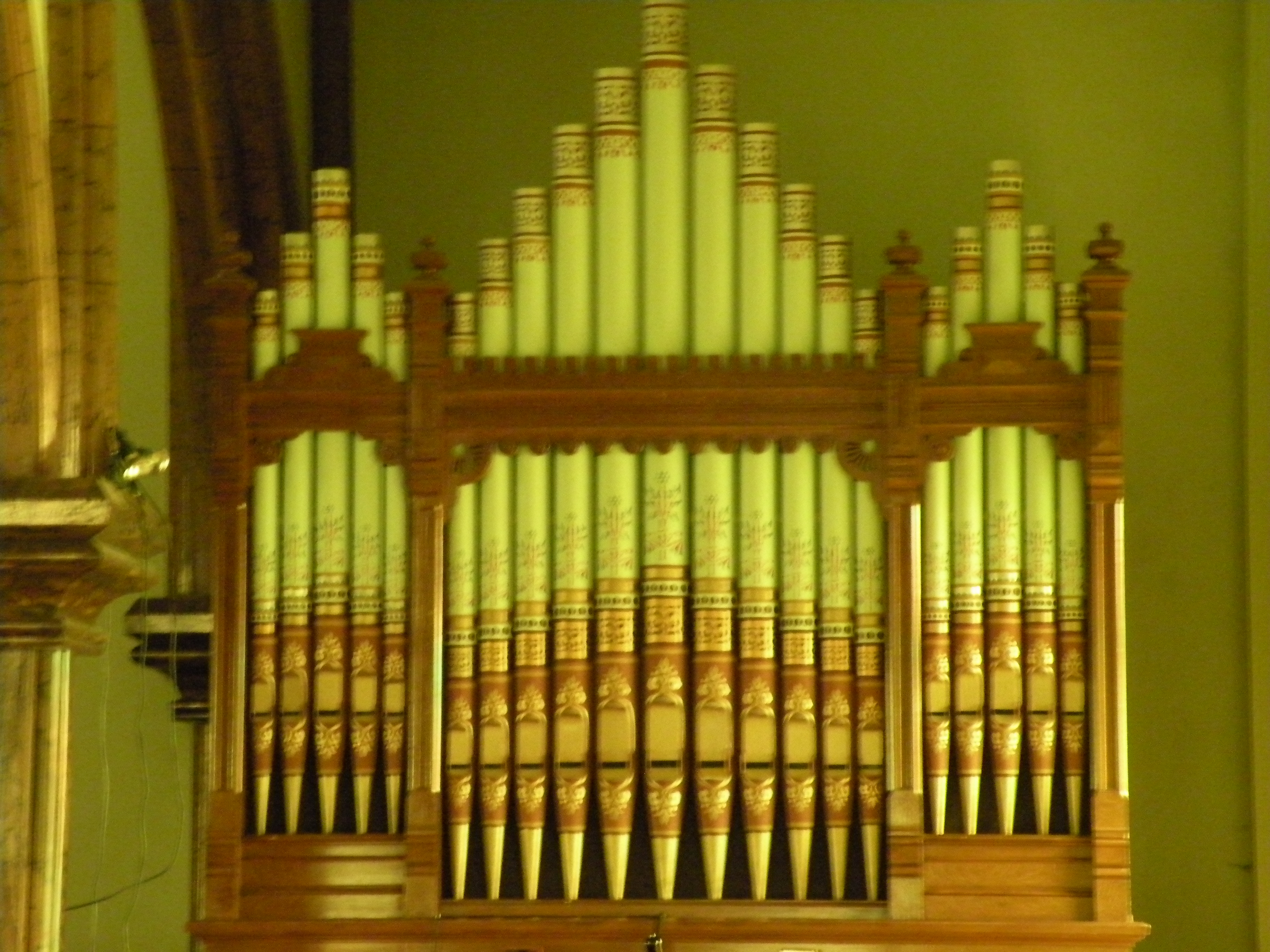
Orgue.
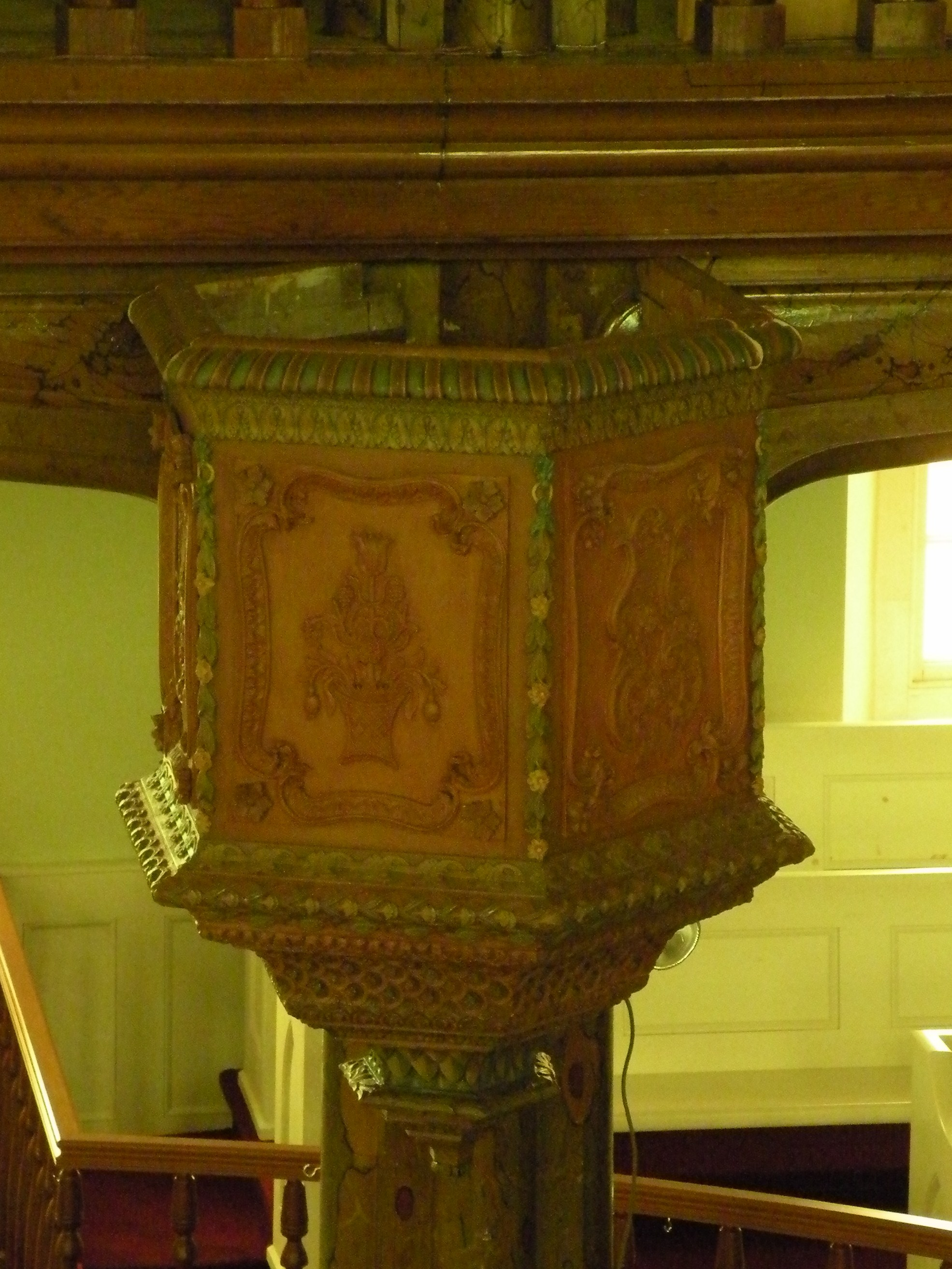
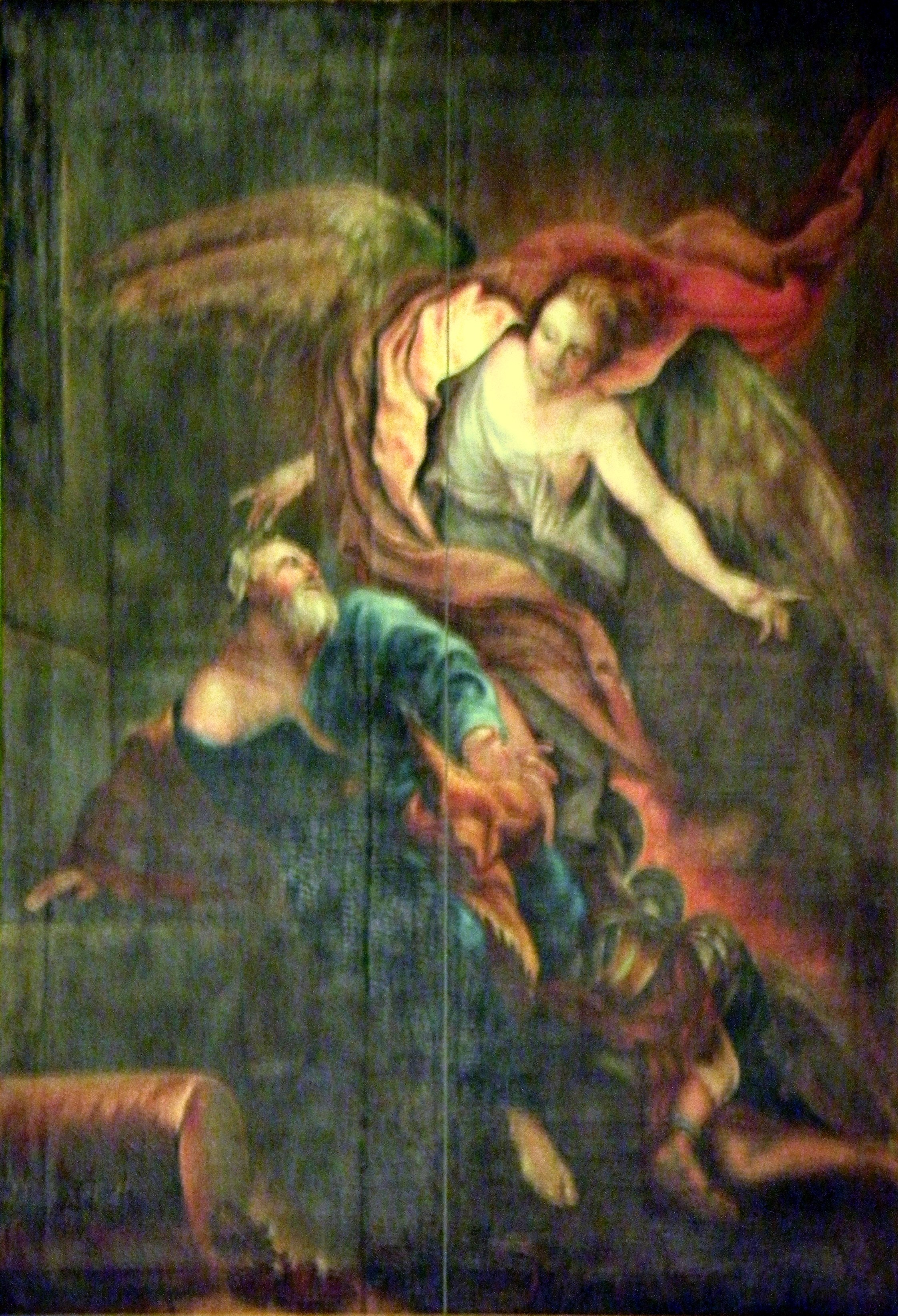
Saint-Pierre délivré de sa prison.
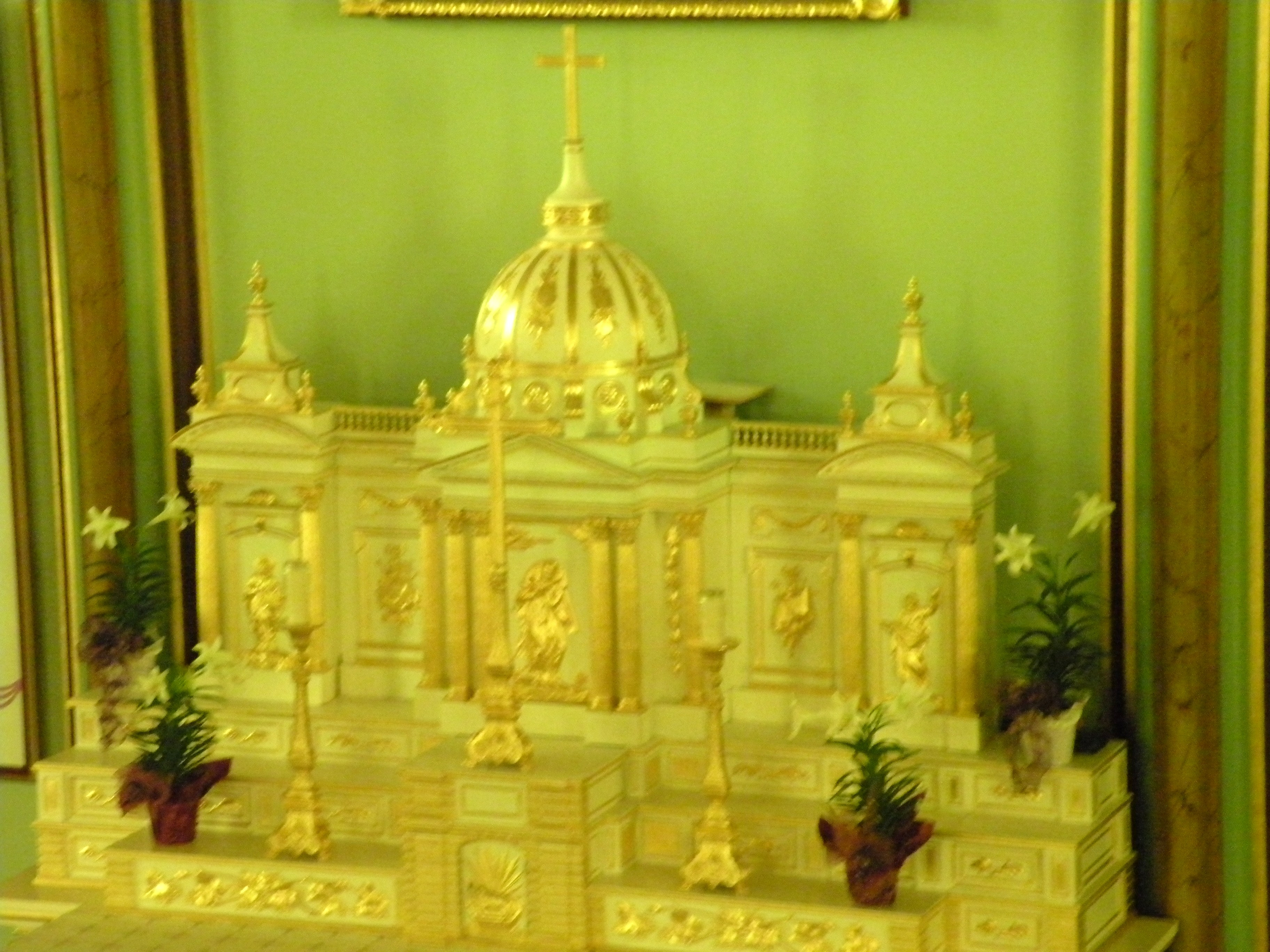
Autel.